# 昆都尔察河谷大战
昆都尔察河谷大战是帖木儿与金帐汗脱脱迷失第一次作战，发生于1391年6月18日，在金帐汗国保加尔兀鲁思一帶（現在俄罗斯萨马拉州）。脱脱迷失骑兵嘗试包围帖木儿軍隊侧翼，但金帐軍不胜，帖木儿軍反攻。之后多数金帐軍隊撤退，帖木儿不再追击。